# Tom și Jerry: Căutarea spionului
Tom și Jerry: Căutarea spionului (engleză Tom and Jerry: Spy Quest) este un film de animație direct-pe-video de comedie, lansat în anul 2015, și avându-i în distribuție pe faimoșii Tom și Jerry. Este al noulea din seria continuă de filme direct-pe-video cu Tom și Jerry.

## Premisă
Tom și Jerry au o zi relaxantă pe plajă până sosesc Jonny Quest, Hadji și Bandit. Trebuie să ajute la oprirea unei armate de pisici malefice de a fura cea mai nouă invenție a Dr. Benton Quest pentru Dr. Zin.

## Distribuție vocală
- William Hanna în rolul Tom Cat (necreditat), Tyke (necreditat) și Bandit (necreditat)
- Janice Kawaye în rolul lui Jerry Mouse (necreditat)
- Reese Hartwig în rolul Jonny Quest
- Eric Bauza în rolul Dr. Benton Quest
- Michael Hanks în rolul Race Bannon
- Tia Carrere în rolul Jezebel Jade
- James Hong în rolul Dr. Zin
- Joe Alaskey în rolul Droopy
- Greg Ellis în rolul Tin
- Jess Harnell în rolul lui Pan
- Richard McGonagle în rolul Alley
- Arnie Pantoja în rolul lui Hadji
- Grey DeLisle ca Carol
- Spike Brandt ca Spike
- Tim Matheson în calitate de președinte
- Fred Tatasciore în rolul Crab (necreditat)

## Legături externe
- Tom și Jerry: Căutarea spionului la Internet Movie Database